# 高石乡 (武胜县)
高石乡为中国四川省武胜县曾经下辖的一个乡，位于武胜县西北部，与赛马以及蓬溪县的农兴、群利等乡镇为邻。面积18.4平方公里，人口15831人。乡人民政府驻三元桥，距县城31公里。

## 历史沿革
清为仁化里走马场；民国为走马乡地；1954年1月分走马乡地置三元乡；1981年8月更名为高石乡。
2019年12月，撤销高石乡，将所属行政区域划归赛马镇管辖。

## 行政区划
高石乡撤销前下辖以下地区：
三元桥村、老鹰岩村、高石村、新民村、碑垭口村、莲花村、猫耳沟村、龙宫村、花墙村、乌木沟村和新成村。

## 经济
乡经济以农业为主，全年粮食总产687万公斤，亩产429公斤，其中水稻332万公斤，亩产561公斤。油菜籽97500公斤，蚕茧76400公斤，生猪年末圈存10560头，年内出槽8921头。

## 学校
高石初中、高石小学和村小12所。